# Henri Planchat
Henry Planchat (La Roche-sur-Yon, 8 novembre 1823 – Parigi, 26 maggio 1871) è stato un presbitero francese, riconosciuto martire dalla Chiesa cattolica il 25 novembre 2021 e proclamato beato il 22 aprile 2023 da papa Francesco.

## Biografia

### Formazione
Nonostante la lontananza dalla famiglia, dal momento che il padre era un magistrato che fu trasferito a Chartres, Lille e successivamente nominato presidente della Corte di Orano in Algeria, il giovane Henri iniziò i suoi studi a partire dal 1837 presso il Collège Stanislas di Parigi dove rimase per tre anni, per poi proseguirli presso il collegio dell'abate Poiloup a Vaugirard, allora quartiere periferico fuori Parigi. Studiò giurisprudenza, come voleva suo padre, ma appena conseguì il diploma di avvocato, entrò nel seminario di Issy-les-Moulineaux  .
Durante il periodo degli studi in teologia, partecipò ad una delle conferenze organizzate della Società di San Vincenzo de' Paoli presieduta da Jean-Léon Le Prevost e ne rimase affascinato a tal punto che, subito dopo essere ordinato sacerdote il 21 dicembre 1850, chiese di essere accolto come primo sacerdote all'interno della nuova congregazione dei Religiosi di San Vincenzo de' Paoli che fino ad allora contava solo frati.
Dopo un soggiorno in Italia, ritornò in patria nell'aprile 1853,  occupandosi del patronato Notre-Dame de Graces, attivo nella formazione dei ragazzi. Il successo della sua azione pastorale, tuttavia, provocò la suscettibilità del parroco della parrocchia di Saint Jean-Baptiste de Grenelle. Per placare la situazione, il suo superiore lo mandò ad Arras per due anni ad assistere padre Halluin che gestiva un orfanotrofio con laboratori di apprendimento.
Ritornato a Parigi nel 1863, fu nominato cappellano del Patronato Sainte-Anne, che i Fratelli di San Vincenzo de Paoli avevano rilevato nel marzo 1862; inizialmente riscontrò delle criticità logistiche dal momento che il movimento aveva una sede inadeguata, essendo collocata al pianterreno di una modesta casa e non possedendo quindi dei locali idonei e neanche una cappella. Si adoperò quindi ad individuare una nuova sede e riuscì a trovarla: era dotata di sale giochi, palestra, laboratori per la formazione degli apprendisti e, soprattutto, una grande cappella, grazie alla quale quasi cinquecento ragazzi e apprendisti ebbero modo di frequentare e formarsi.
Allo scoppio della guerra del 1870, aderì al movimento patriottico e caritativo, suscitato dalla guerra, a favore dei feriti evacuati nella capitale e dei soldati incaricati della sua difesa. Su richiesta del signor Decaux, presidente della Società di San Vincenzo de Paoli, istituì nella sua opera un'ambulanza. Da metà settembre il quartiere di Charonne fu invaso da battaglioni mobili.  Successivamente costituì il patronato dei Mobiles, che suscitò le critiche degli ufficiali della Guardia Nazionale.
Sebbene fosse estraneo alle lotte politiche, il giorno stesso dell'inizio dell'insurrezione della Comune a Parigi, il 18 marzo, una banda di insorti invase il patronato di Sainte-Anne con il pretesto di sequestrare delle armi. Perquisirono la casa da cima a fondo, ma non trovarono armi.

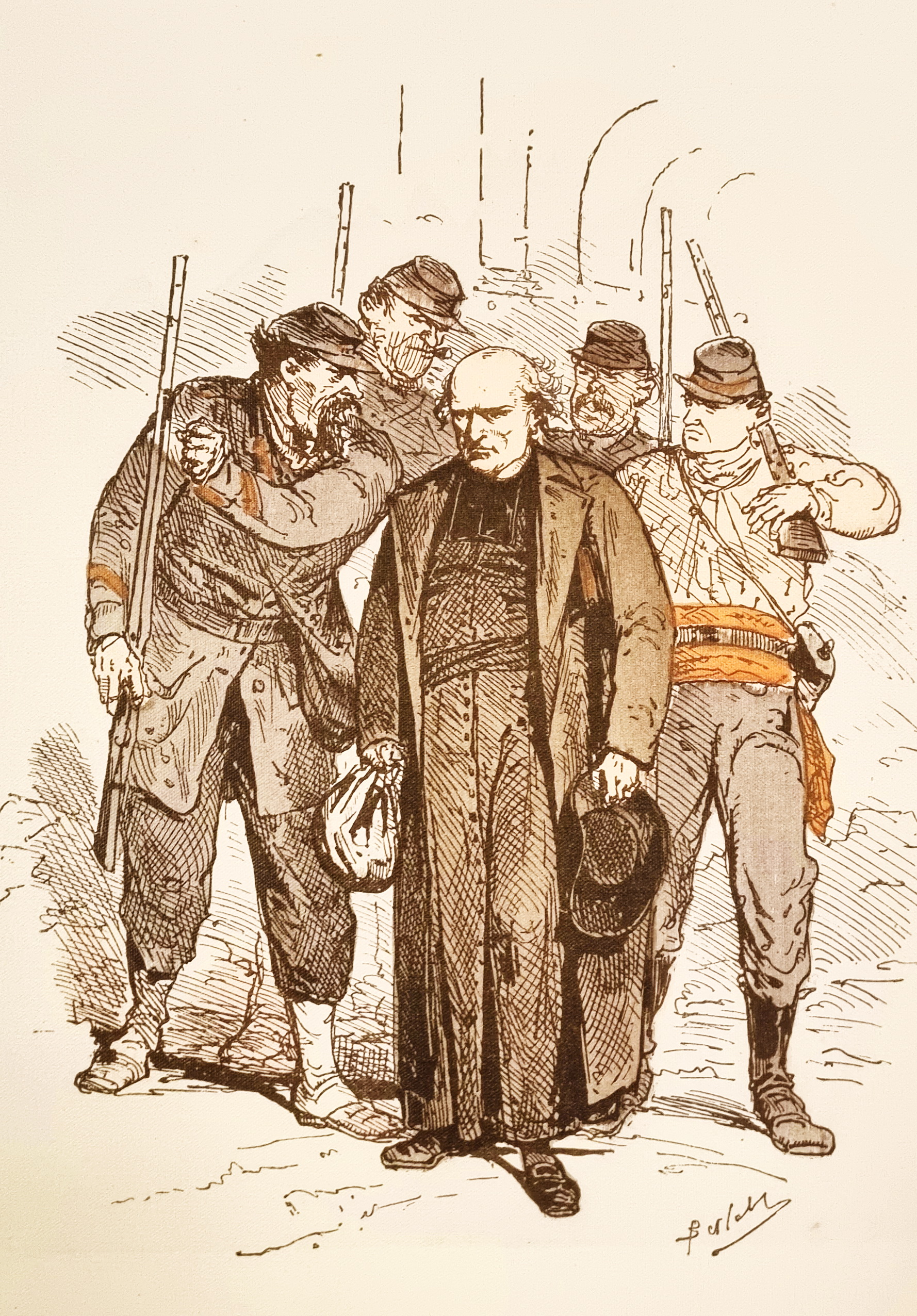
Disegno di Bertal pubblicato nell'Album du Figaro seconda edizione 1875.

Il giovedì santo, 6 aprile, un gruppo di federati entró a Sainte-Anne ed un commissario lo informó del suo arresto. Fu portato al municipio del 20 arrondissement dove venne interrogato. Il giorno successivo fu condotto in Questura. Il 13 aprile, con altri prigionieri religiosi che si erano uniti a lui, furono trasferiti nel carcere di Mazas.
Venerdì 26 maggio i combattimenti si fecero più intensi tra i versagliesi che avevano vinto quasi tutti i quartieri e i federati che si ritirarono sugli ultimi bastioni. All'inizio del pomeriggio, padre Planchat, insieme ad altri nove ecclesiastici e una quarantina di civili, furono prelevati dalla prigione dal colonnello Émile Gois e condotti dalla prigione per le strade di Belleville.
Alle sei, quando i prigionieri arrivarono in rue Haxo, la folla si radunò nel vicolo, colpì i prigionieri, li spinse e li trascinò contro il muretto di un terreno abbandonato. All'improvviso, un colpo di rivoltella diede il segnale del massacro ed immediatamente scoppiò una sparatoria disordinata che durò quasi mezz'ora.
Padre Mathieu-Henri Planchat perse la vita nel massacro. Le sue spoglie riposano nel santuario della chiesa di Notre-Dame-de-la-Salette a Parigi nel 15 quartiere di Parigi.

## Venerazione

### Riconoscimento del martirio

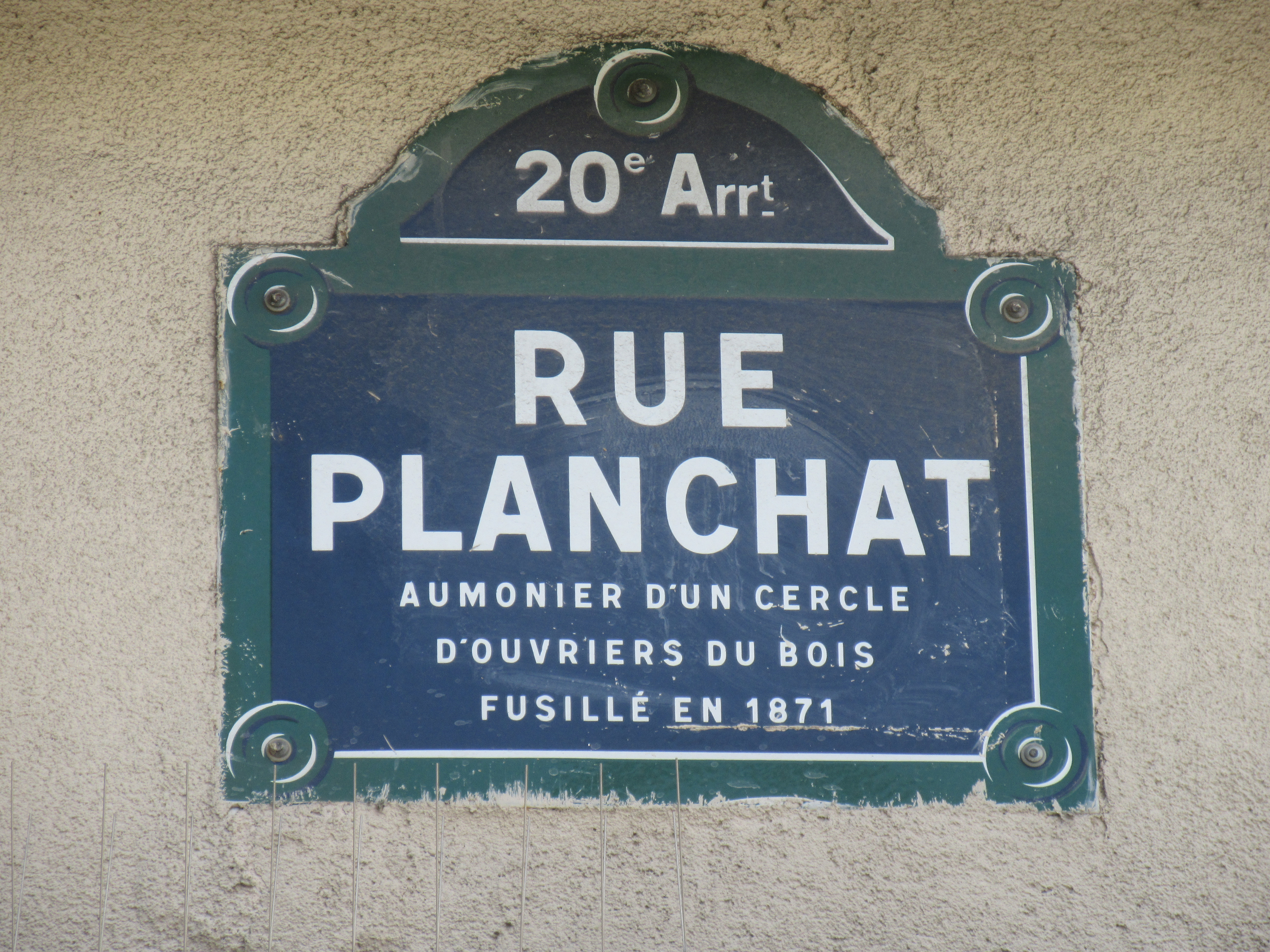

Dopo la sua morte, la fama di martire si diffuse rapidamente. La città di Parigi rinominó parte di rue des Bois, a Charonne, in rue Père Henri-Planchat di Parigi.
Nel 1897 si aprì a Parigi la fase diocesana del processo di beatificazione. Dopo essere stata introdotta a Roma nel 1964, questa causa ha finalmente ottenuto il voto unanime dei consultori della Congregazione delle cause dei santi il 22 ottobre 2020.

### Beatificazione
Il 25 novembre 2021 papa Francesco ha riconosciuto il martirio di padre Planchat e di altri 4 sacerdoti parigini morti durante la Comune, i picpuciani Ladislas Radigue, Polycarpe Tuffier, Marcellin Rouchouze e Frézal Tardieu, e ha firmato il decreto della loro beatificazione. Sono stati proclamati solennemente beati durante una messa celebrata nella chiesa di Saint-Sulpice a Parigi il 22 aprile 2023, durante una celebrazione presieduta dal cardinale Marcello Semeraro, prefetto del Dicastero delle cause dei santi, in qualità di delegato pontificio.